# CAMI Sport & Cancer
 (mars 2021).
CAMI Sport & Cancer (abréviation de cancer, art martiaux et information) est une association à but non lucratif française, reconnue d’intérêt général. Elle a été créée en 2000 pour promouvoir l'activité physique auprès des personnes atteintes d'un cancer.

## Historique
La CAMI Sport & Cancer, association loi de 1901, est fondée au cours de l'année 2000, en France, par Dr Thierry Bouillet, cancérologue au sein du CHU Avicenne de Bobigny, et Jean-Marc Descotes, professeur de karaté, ancien sportif de haut niveau,. L'abréviation « CAMI », pour « cancer, art martiaux et information », est aussi une allusion aux divinités de la mythologie japonaise, appelées « kami ».
En 2016, l'association, organisée en une fédération nationale, se compose de vingt-deux comités départemantaux. Elle fête ses vingt ans en 2020.

## Activités
La CAMI Sport & Cancer assiste des personnes atteintes d'un cancer, en leur proposant des activités sportives telles que la course à pied, le yoga, la natation et le karaté,. Une activité physique régulière réduirait la fatigue induite par la maladie et les traitements médicamenteux.